# Ганжуров Семен Михайлович
Ганжуров Семен Михайлович (17 лютого 1927, с. Шихов, Стрешинський (нині Жлобинський) район, Гомельська область, БРСР — 10 січня 1987, Київ) — український науковець, кандидат технічних наук, доцент, перший декан Хмельницького загальнотехнічного факультету, перший ректор Хмельницького технологічного інституту побутового обслуговування (1967—1969), перший завідувач кафедри деталей машин і теорії механізмів, декан Київського вечірнього факультету Українського поліграфічного інституту ім. Івана Федорова. Заслужений працівник вищої школи. Депутат Хмельницької міської ради (обирався у 1963, 1965, 1967 роках).

## Життєпис
Народився 17 лютого 1927 у с. Шихов Стрешинського району Гомельської області БРСР у селянській сім'ї. Під час Другої світової війни проходив військову службу в загонах спеціалізованої саперно-відновлювальної флотилії. Свою трудову діяльність розпочав у 1944 року майстром у військово-відновлювальному загоні № 3 Дніпро-Двінського басейного управління доріг. У цьому ж році був направлений в Москву курсантом навчального загону ЦВВУ НКРФ, після закінчення якого працював водолазом у військово-відновлювальному загоні № 7 (м. Могильов).
У 1947—1949 роках навчався у Львівському поліграфічному технікумі, після закінчення якого 1949 року вступив на механічний факультет Українського поліграфічного інституту ім. Івана Федорова, який закінчив 1954 року з відзнакою і одержав кваліфікацію інженера-механіка за спеціальністю «Поліграфічні машини». З 1954 року на викладацькій роботі. У 1954—1962 роках працював у цьому ж інституті, спочатку асистентом кафедри поліграфічних машин, а потім, з вересня 1961 року, старшим викладачем кафедри деталей машин.
У червні 1962 року обраний деканом Хмельницького загально технічного факультету Українського поліграфічного інституту. У цьому ж році захистив у Московському поліграфічному інституті дисертацію на здобуття наукового ступеня кандидата наук. У 1964 році обраний завідувачем кафедри загально інженерних дисциплін, а у вересні 1965 року йому присвоєно вчене звання доцента. Із січня 1966 р. виконує обов'язки директора Хмельницького філіалу Українського поліграфічного інституту, а з липня 1966 року, крім цього, займає посаду декана механічного факультету. Із жовтня 1967 року приступив до виконання обов'язків першого ректора щойно створеного Хмельницького технологічного інституту побутового обслуговування. Тож під керівництвом Семена Михайловича Ганжурова було організовано перший в місті Хмельницькому вищий навчальний заклад. Він проявив себе умілим організатором, висококваліфікованим та досвідченим педагогом, який зумів поєднати адміністративну, педагогічну та науково-дослідну роботу.
У червні 1969 року за власним бажанням був звільнений з посади ректора. 21 червня 1969 року був обраний за конкурсом на посаду завідувача кафедри деталей машин і теорії механізмів. 1972 року переїхав до Києва, працював на вечірньому факультеті в Київському філіалі Українського поліграфічного інституту. З 1976 по 1978 роки — декан Київського вечірнього факультету Українського поліграфічного інституту ім. Івана Федорова. З 1978 по 1984 роки працював на посадах завідувача кафедри, професора кафедри загальноінженерних дисциплін.
Помер 10 січня 1987 року у Києві.

## Наукова діяльність
Автор понад 30 наукових праць з питань теорії та практики поліграфічного машинобудування. Автор ряду патентів.

## Вибрані праці
- Некоторые вопросы расчета наборного и разборочного аппаратов машины «Линотип»
- Определение минимального количества матриц в строкоотливной наборной машине

## Нагороди
Нагороджений медалями, грамотами та почесними відзнаками Держкомвидаву, Міністерства освіти України.

## Родина
- Дружина — Ганжурова (Пахалюк) Олімпіада Павлівна (14.11.1936 — 12.11.2021) — інженер-технолог поліграфічного виробництва.
- Син — Юрій Семенович Ганжуров (н. 6 грудня 1958) — доктор політичних наук, професор, Заслужений працівник культури України.
- Дочка — Широчина (Ганжурова) Тетяна Семенівна (н. 4 січня 1963) — економіст.
- Онук — Семен Широчин (н. 16 грудня 1988) — український краєзнавець, кандидат технічних наук, фотограф, музикант, дослідник забудови Києва радянського періоду.
- Онука — Шабельник (Ганжурова) Людмила Юріївна (н. 24 лютого 1991) — кандидат економічних наук.